# Sourire kabyle
Pour le groupe de punk français homonyme, voir Sourire Kabyle (groupe).
Le sourire kabyle était une méthode d'assassinat employée par des éléments du FLN pendant la guerre d'Algérie, consistant en l’égorgement de la victime. Cette méthode était répandue parmi les combattants de Kabylie, qui était alors l'un des principaux foyers d’affrontements.   
Des Harkis, soldats français en Algérie, et civils européens en furent victimes. Cette pratique a également été appliquée par le Groupe islamique armé (GIA) durant la Guerre civile algérienne dans les années 1990.
Selon Jacques Duquesne, journaliste à La Croix à Alger à la fin des années 1950 :

« On parlait dans l'armée du « sourire kabyle » : égorgement de pieds-noirs ou d'Algériens supposés favorables à la France dont on avait tranché le cou et fourré le sexe dans la plaie. »

Parfois, notamment lors de l'embuscade de Palestro en 1956, cette pratique a été appliquée sur des cadavres, s'y ajoutant l'éviscération. Raphaëlle Branche a écrit le livre : L'embuscade de Palestro, Algérie 1956, aux éditions La découverte.
Une pratique proche qui consiste à « élargir » la bouche de la victime, et non sa gorge, est connue dans le monde anglophone comme le Glasgow smile. Dans L'Homme qui rit de Victor Hugo, paru en 1869, le personnage principal possède un sourire permanent dû à une mutilation.
L'écrivain Kamel Daoud a publié en 2024 le livre Houris, prix Goncourt, dont le personnage principal, Aube, rescapée de la décennie noire, vit avec une profonde cicatrice à la gorge.